# Matthias Dankler
Matthias Dankler (* 11. Juni 1870 in Büsbach; † 1937) war ein deutscher Politiker (DVP).

## Leben
Matthias Dankler bereitete sich nach dem Volksschulabschluss auf das Lehrerseminar vor, das er von 1889 bis 1892 in Kornelimünster absolvierte. Im Anschluss daran studierte er Naturwissenschaften, Geologie und Kunstgeschichte. Zudem besuchte er als Gasthörer die Technische Hochschule Aachen. Dankler war Mitarbeiter an naturwissenschaftlichen, landwirtschaftlichen, kolonial- und kunstwissenschaftlichen Blättern sowie Herausgeber von landwirtschaftlichen, kolonial- und kunstwissenschaftlichen Büchern und Broschüren.
Während des Ersten Weltkrieges war Dankler Obmann für Kriegsanleihen und Leiter der Kriegsgefangenenhilfe in Kohlscheid.
Nach dem Kriegsende trat Dankler in die Deutsche Volkspartei (DVP) ein. 1921 wurde er als Abgeordneter in den Preußischen Landtag gewählt, dem er bis 1924 angehörte.